# Ramón Duvalón
Ramón Duvalón est un boxeur cubain né le 31 août 1954.

## Carrière
Il remporte aux Jeux olympiques d'été de 1976 à Montréal la médaille d'argent dans la catégorie poids mouches.

## Palmarès

### Jeux olympiques
- Médaille d'argent en -51 kg aux Jeux de 1976 à Montréal,  Canada